# Миколаївка (Калінінградська область)
Миколаївка (рос. Николаевка) — селище Озерського міського округу, Калінінградської області Росії. Входить до складу Новостроєвського сільського поселення.
Населення —  34 особи (2015 рік). 

## Населення
| 2002 | 2010 |
| ---- | ---- |
| 37   | ↘34  |